# Iodo (uso médico)
O iodo é utilizado para tratar e prevenir a deficiência de iodo e como um anti-séptico. Para a deficiência de iodo, pode ser ministrado por via oral ou injecção no músculo. Como  anti-séptico, pode ser utilizado em feridas que estão molhadas ou para desinfectar a pele antes da cirurgia.
Efeitos colaterais comuns quando aplicado à pele incluem a irritação e a descoloração. Quando tomado por via oral ou por injeção, efeitos colaterais incluem reações alérgicas, bócio, e disfunção da tiróide. O uso durante a gravidez é recomendado em regiões onde a deficiência é comum, caso contrário,  não é recomendado. O iodo é um elemento químico essencial.
Em 1811, Bernard Courtois isolou o iodo a partir de algas, enquanto que, em 1820, Jean-François Coindet vinculou a ingestão de iodo com o tamanho do bócio. Inicialmente entrou em uso como desinfetante e para prevenção do bócio. Está na Lista de Medicamentos Essenciais da Organização Mundial da Saúde, os medicamentos mais eficazes e seguros necessários em um sistema de saúde. Sal de mesa com iodo, conhecido como sal iodado, está disponível em mais de 110 países. Em áreas com baixa dieta de iodo, uma dose de iodo de um ano no 0.32 USD por dose pode ser recomendada.

## Formulações
Formulações contendo iodo utilizadas na medicina incluem:
- iodeto de potássio (complementar)
- O soluto de Lugol (suplemento e desinfetante)
- povidona-iodo (desinfetante)
- iohexol (agente de contraste)
- amidotrizoate (agente de contraste)
- antimoniato de iotroxate (agente de contraste)
- iodo radioativo
- Tintura de iodo